# Tenshi Nanka Ja Nai
No soy un ángel (天使なんかじゃない Tenshi Nanka Ja Nai?, lit. "No soy un ángel") es un manga shōjo escrito e ilustrado por Ai Yazawa. Se publicó primero en la revista Ribon y posteriormente en 8 tomos de manga. En el 2000, Shueisha lanzó una nueva edición de 4 volúmenes.
En España fue publicada por Planeta DeAgostini en 2010, en una edición de 4 tomos.Fue nuevamente relanzada en 2024, en una edición de 4 tomos, por la editiorial Planeta Comic.
Una adaptación OVA fue producida por Shueisha y Group TAC y dirigida por Hiroko Tokita, con Tomoko Konparu como guionista, Yasuomi Umetsu como diseñador de los personajes y Fujio Takano componiendo la banda sonora. La OVA va desde la formación del primer consejo de estudiantes hasta el primer festival.

## Sinopsis
Midori Saejima es una estudiante de primer año en el recién creado instituto Hijiri Gakuen. Sus compañeros de clase convencen a Midori para que se presente al consejo de estudiantes. Midori se muestra reacia al principio, pero cuando se da cuenta de que Akira Sudou, por quien se ha sentido atraída desde que comenzó el curso, también se postula para el consejo estudiantil, está impaciente por ganar las elecciones. Akira y Midori son elegidos presidente y vicepresidenta respectivamente del consejo estudiantil . Así comienza su historia, que se centra en su relación y las muchas aventuras del instituto con sus amigos.
Midori y Akira se hacen amigos rápidamente, y Midori esta deseosa de convertirse en la novia de Akira. Aunque Akira parece tener sentimientos similares por Midori, ésta finalmente descubre que Akira siente algo por Hiroko, la profesora de arte favorita de Midori en el instituto. Akira explica su pasado con Hiroko y cómo la considera una persona importante en su vida. Midori se siente algo reconfortada por la honestidad de Akira y la explicación de que su relación con Hiroko es estrictamente platónica. Akira finalmente llega a corresponder los sentimientos de Midori.
Sin embargo, los crecientes celos de Midori por la fuerte conexión de Hiroko y Akira acaban por estropear su relación. Tras un par de meses de incomodidad, deciden romper. Midori encuentra consuelo en su viejo amigo Ken Nakagawa, quien ha amado a Midori en secreto durante años. Cuando Akira abandona de repente el país para encontrar a Masashi Sakamoto, el amante de Hiroko y medio hermano de Akira, Midori se da cuenta de que no puede estar con nadie que no sea Akira.
Midori y Akira retoman su relación después del regreso de Akira. La historia finaliza con su graduación de la instituto.

## Personajes
Midori Saejima (冴島 翠 Saejima Midori?)
Voz por: [[Aya Hisakawa]]
La protagonista de la historia. Siempre está contenta y tiene muchos amigos en el instituto. Le gusta dibujar y cantar. Se enamora de Akira.
Akira Sudou (須藤 晃 Sudō Akira?)
Voz por: [[Toshiyuki Morikawa]]
Uno de los personajes principales. El chico del que se enamora Midori. Tiene un pasado turbulento con una infancia infeliz, pero poco a poco se abre a Midori. Siempre lleva el mismo peinado, un pompadour o ducktail, raramente le vemos sin él.
Ken Nakagawa (中川 ケン Nakagawa Ken?)
Un amigo de midori de la secundaria. Ken es un músico que sueña con convertirse en una estrella. Aparece por primera vez en el tomo 3, cuando Midori se reúne con algunos viejos amigos para celebrar su cumpleaños. También es mencionado en otra obra de Ai Yazawa, Gokinjo Monogatari, ya que el personaje de Tsutomu se parece mucho a Ken.
Bunta Kouno (河野 文太 Kōno Bunta?)
Voz por: [[Toshihiko Seki]]
Secretario del consejo de estudiantes. Su apodo es "Bun" (文ちゃん Bun-chan?). Es de la clase D.
Tomoko Kawakami (川上 友子 Kawakami Tomoko?)
Voz por: [[Junko Iwao]]
Una estudiante de la clase A. Su apodo es "Tonko" (トン子?).
Kayo (カヨ?)
Voz por: Mayumi Nomura
Una estudiante de la clase A. Es tranquila y se enorgullece de su piel suave.
Hiroko Maki (牧 博子 Maki Hiroko?)
Voz por: [[Kikuko Inoue]]
Profesora de arte en el instituto de Midori. Es popular entre los estudiantes debido a su belleza y personalidad amable. Está en una relación a distancia con Masashi Sakamoto. No ver al amor de su vida la hace llegar al límite, pero la pareja finalmente se casa en el 4.º tomo.
Masashi Sakamoto (坂本 将志 Sakamoto Masashi?)
El tutor de Akira antes de que este fuese al instituto. Un ávido artista, deja a Hiroko en Japón y viaja alrededir del mundo (principalmente Francia) por su arte. Más tarde se descubre que Akira y él son medio hermanos.
Yuuko Mamiya (麻宮 裕子 Mamiya Yūko?)
Voz por: [[Akiko Yajima]]
Se unió al consejo de estudiantes y fue elegida secretaria con Bunta Kouno. Se convirtió en la mejor amiga de Midori. Lleva queriendo salir con Shuuichi desde que iban juntos al colegio. De primeras puede parecer una persona estirada o fría por su actitud, pero en realidad es muy amable. Midori la llama "Mamirin". El apodo suena como "Marilyn", porque Mamiya es guapa y tiene un lunar similar al de   Marilyn Monroe.
Shuuichi Takigawa (瀧川 秀一 Takigawa Shūichi?)
Voz por: [[Ryōtarō Okiayu]]
Se unió al consejo de estudiantes al principio del manga y fue elegido tesorero. Se convirtió en el mejor amigo de Akira. Es muy popular entre las chicas de la escuela debido a su aspecto físico.
Shino Harada (原田 志乃 Harada Shino?)
La novia de Shuuichi y rival de Mamiya. Es una chica muy mona, vista como una "idol" por los chicos de Hijiri. Está celosa de Mamiya y duda de la fidelidad de  Shuuchi, lo que les hace romper.